# Медвежја
Медвежја (рус. Медве́жья) река је која протиче преко територије Мурманске области, на крајњем северозападу Русије. Лева је притока реке Коле у коју се улива на њеном 44. километру узводно од ушћа. Припада басену Баренцовог мора.
Укупна површина сливног пдручја Медвежје је 637 km².